# 薛瑞福
薛瑞福（英語：Randall Schriver），別名薛藍迪（Randy Schriver），美国政治家，阿米塔吉國際（Armitage International）公關公司合夥人，2049計畫研究所主席。他在小布什政府时期擔任副國務卿阿米塔吉的幕僚長及亞太事務副助卿，在唐納·川普政府时期擔任美国国防部印太安全事務部助理部長。

## 生平
- 1989年至1991年間，薛瑞福為美國海軍現役情報官，並曾在波斯灣戰爭沙漠風暴行動及沙漠之盾行動期間參與派遣任務，退出現役後仍在美國海軍預備役服務9年，期間曾擔任美軍參謀長聯席會議主席特別助理、美國駐華大使館及駐蒙古大使館專員Attaché（英语：專員Attaché）等職[1]。

- 1994年至1998年間，薛瑞福於美國國防部長室（英语：Office of the Secretary of Defense）工作，擔任美軍－中國人民解放軍雙邊關係及美國對台安保軍事關係專責資深官員[1]
- 2001年1月，薛瑞福從美國國防部轉任小布希政府的美國副國務卿阿米塔吉的國務院幕僚長（Chief of Staff in the State Department）[1]。
- 2003年1月，薛瑞福接替凱德磊（英语：Donald Keyser）擔任美國國務院亞太局中蒙台兼澳紐太副助理國務卿[2][1]。
- 2005年5月，薛瑞福離開美國國務院，與阿米塔吉合夥開設公關公司阿米塔吉國際。
- 2007年，薛瑞福擔任美國企業研究院台灣政策工作小組訪台團團長，並赴台與時任中華民國總統陳水扁會面。
- 2008年1月，薛瑞福創設智庫2049計畫研究所，並擔任主席。
- 2018年1月，薛瑞福在唐納·川普政府擔任美國國防部印太安全事務部助理部長。[3]
- 2019年12月31日，薛瑞福以家庭因素為由請辭印太安全事務部助理部長。[4]
- 2020年1月8日，薛瑞福再任2049計畫研究所主席。

## 爭議

### 遭中華民國總統陳水扁質問
2007年適逢台灣正值入聯公投，時任中華民國總統陳水扁在會見薛瑞福時表示，台灣加入聯合國是台灣人民不分朝野黨派的共同聲音，高達77%的台灣民意支持用台灣名義加入聯合國。他對薛瑞福提出質疑說，針對以台灣名義加入聯合國進行公投的訴求究竟是哪裡出了問題，是加入聯合國？用台灣名義？還是公投？陳水扁當時還質問，若不使用台灣名義，難道用「中華台北」或「台澎金馬個別關稅領域」就可以加入聯合國？在「中華民國」不能改也不能用的情況下，台灣應該如何做？陳水扁同時也質疑美國的對台政策。他問薛瑞福，美中簽定的三個公報，到底哪個公報提到台灣是中華人民共和國的一省，或承認台灣是中華人民共和國的一部份？
當時薛瑞福回應，雖然台灣以加入聯合國申請案作為舉辦公投的理由，但是華府則認為一個受到民眾普遍支持的想法並不需要舉辦公投。他同時指出，即使美國不支持台灣舉辦入聯公投，但並不會影響美國與台灣的關係。在被記者問到美國一方面在全球推動民主，但又反對台灣進行民主的公投時，薛瑞福坦承美方就此立場的確有不一致。但他同時強調，美國過去在支持台灣安全與發濟發展以及推動台灣民主進程上都有良好的記錄。薛瑞福回應，目前美國外交工作的重心在全球反恐以及中東地區，相對而言美國對於亞洲事務只是在問題發生後進行調解。

### 接受軍火商及日本政府贊助
專門調查有關政治腐敗隱藏網絡，以及利益衝突的美國網媒《污泥》（Sludge）刊出報導表示，薛瑞福在任職五角大樓時，依法提交的強制性財務披露中列出，在阿米塔吉國際任職期間，他的客戶包括雷神公司、波音公司和DynCorp公司等軍火商，還包括日本政府。此外，薛瑞福在剛上任美國國防部亞太助理部長時，其工作的性質確實觸及到政府的「道德雷達」，因為薛瑞福透過阿米塔吉國際的代表，向日本政府進行諮詢。而根據總統唐納·川普的道德準則，薛瑞福將被禁止參加與日本等前客戶有關的事務長達兩年。然而，在薛瑞福被任命為國防部亞太助理部長的那一天，由白宮法律顧問唐·麦克加恩給予豁免，讓薛瑞福可以處理涉及日本政府的事務。